# Sinergia (banda)
Sinergia es una banda chilena de metal experimental fundada en 1992, poseen influencias del metal alternativo, estilo que ellos mismos definen como "metal pájaro", por la incorporación de letras pajaronas, chilenismo que hace referencia a personas distraídas, despistadas o torpes. Sinergia juega mezclando un potente sonido metalero con bases electrónicas, líneas de bajos funk y sonidos especiales para cada canción.
Su característica principal es la combinación de estilos muy diferentes, inclusive en una misma canción. Por ejemplo, Jefe tiene segmentos de ska y metal alternativo.
La particularidad de esta banda está en que sus letras hablan de cosas tan cotidianas, pero también tan irreverentes como amar a una mujer robusta, tratar de ganar un concurso, o la relación personal que se tiene con una esposa o un jefe, todas cantadas en dialecto chileno.

## Historia
Sinergia se forma en el año 1992, cuando se inician en la composición de canciones propias, inspirados por grupos como Los Tres, The Beatles, Faith No More, Primus, Mr Bungle, etc. Al siguiente año, participan en el proyecto Escuelas de Rock, de la Asociación de Trabajadores del Rock (ATR), liderada por Claudio Narea, en la cual participarían posteriormente en 1997.
En 1998 graban un demo, Apoyando la demencia, donde se encuentra el tema "Chupatrón", el que habla sobre un hombre perturbado que busca ser conocido.
Después de un receso, se consolida la banda con la formación actual, lanzando el 2001 su disco homónimo, con el cual alcanzan el ser reconocidos como una banda innovadora, tanto en su letra como en su música, con canciones y sus respectivos videoclips como "Mujer robusta", "Concurso" o "ChileRobot", los que incluso llegan a la cadena televisiva MTV.
Luego del éxito relativo alcanzado en Chile con el álbum Sinergia, la banda se dedica a mezclar más temas durante el año 2004, en miras de lo que sería su disco llamado Procésalo todo, el que incluye el hit "Mi señora", el que identificó a tantas parejas, por el hecho de que tal sencillo habla de una esposa que cambia de ser una abnegada mujer a una enfiestada.

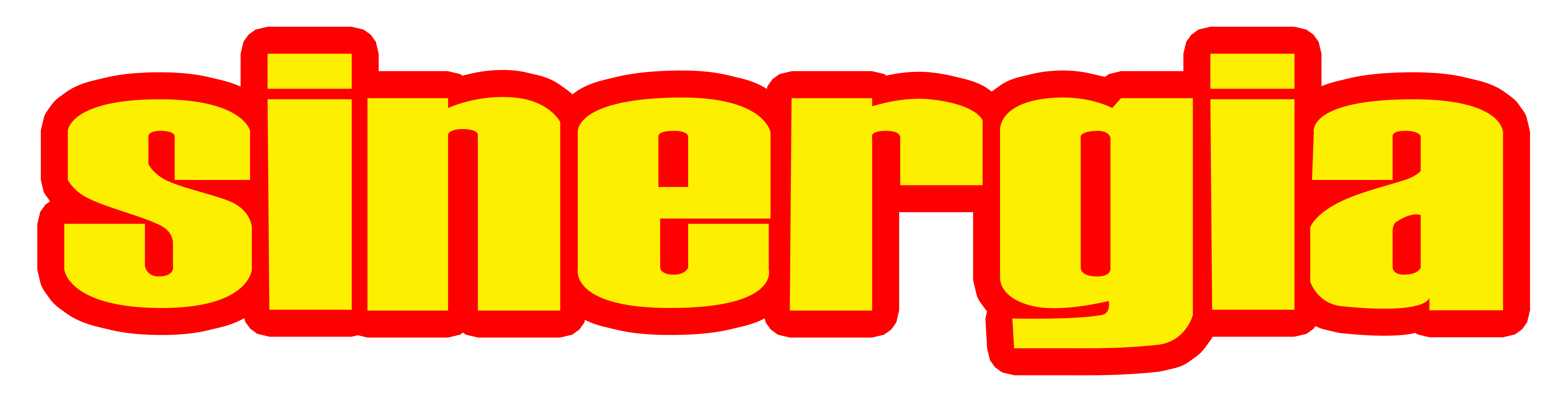
Logo Sinergia

En el año 2005 lanzan un EP tributo llamado Canciones de cuando éramos colegiales, trabajo que reúne sus versiones de canciones que influyeron en la etapa adolescente de los integrantes de la banda, donde se destacan "Síndrome Camboya" de la banda de punk chileno Los Peores de Chile, "Muévete, retuércete" de Profetas y Frenéticos, "Somos tontos, no pesados" de Los Tres y "Calibraciones" de Aparato Raro.
El quinto álbum de la banda se titula Delirio, lanzado en 2007, del cual destaca la canción "Te enojai por todo", dedicada a las mujeres, pues el tema habla sobre una pareja en la cual la mujer se enfurece por un sinnúmero de actividades que realiza su esposo y cuyo vídeo musical fue elegido el mejor vídeo del año en Chile.[cita requerida]
El 10 de agosto de 2007 celebraron sus trece años de trayectoria con un recital en el Teatro Teletón, donde además grabaron su primer DVD, titulado Imperdible. El 21 de febrero de 2008 la banda participó en la XLIX versión del Festival Internacional de la Canción de Viña del Mar, el mismo día que Journey y el humorista Stefan Kramer. En el show recibieron los tres galardones que entrega el público; Antorcha de Plata, Antorcha de Oro y Gaviota de Plata.
El 11 de abril de 2008 reciben el premio Altazor 2008 al "mejor grupo de rock del año", gracias a su disco Delirio, ganándole a los grupos Fiskales Ad-Hok y Matorral.
Su sexto disco llamado El imperio de la estupidez, el cual tuvo fecha de lanzamiento en septiembre del 2009, contiene 11 canciones y cuatro videoclips, entre ellos "Hágalo Bien".
Anunció su salida del grupo su bajista Alexis "Aneres" González debido a labores académicas en el extranjero, y asume el rol de nuevo bajista su hermano, Pedro “Arielarko” González, quien ha remplazado al bajista titular en otras oportunidades.
"Vamos con todo" (lanzado en noviembre de 2010), es un EP de 7 canciones que tratan sobre la Nueva Ola de los años 60. Actualmente se está promoviendo sus 2 videoclips, "Mucho amor", y "El modesto"(2011).
En 2012 Sinergia lanza un nuevo material discográfico llamado Aquí nadie debería ser pobre el cual tiene un enfoque más contestatario, este fue acompañado de su respectivo tour y posteriormente en 2014 se hizo un tour enfocado en un sencillo llamado "Eslabón".
El 1 de junio de 2014 la banda lanza su primer disco recopilatorio en conmemoración de sus 22 años de trayectoria llamado 22 Éxitos Pajarones y consta de 22 canciones, este disco fue posteriormente presentado en vivo el 12 de diciembre de 2014 junto al bajista original de la banda, Aneres.
El 22 de junio de 2014, Sinergia, junto a varios artistas chilenos, firmaron un contrato con la disquera CHV Música, perteneciente a Chilevisión, después del cierre de la disquera Oveja Negra.
Tras giras en países como Cuba y Colombia entre 2015 y 2016 promocionando su sencillo "Todo está caro" la banda lanzaría un disco en vivo el 14 de junio de 2017 llamado En vivo desde Colombia (el show se realizó el 22 de marzo de 2015) como previa a la celebración de sus 25 Años.
El 12 de agosto se realizó un show especial para celebrar los 25 años de historia de la banda en el Teatro Caupolicán en donde telonearon bandas nacionales como Ases Falsos, Guachupé entre otros y finalmente después de 5 años sin lanzar un nuevo material discográfico de estudio la banda vuelve a las pistas lanzando el 14 de agosto de 2017 su nuevo disco La hora de la verdad estrenándolo en vivo el  7 de diciembre de 2017 en el "Club Chocolate", aunque cabe destacar que diversos temas del álbum ya habían sido preestrenados en el show de los 25 Años.
En 2018 la banda anunció que realizarían un show especial para celebrar los 14 años de su segundo disco de estudio lanzado en 2004 llamado Procésalo todo en el "Club Chocolate" donde tocarían el disco en su totalidad, un día antes del show (13 de julio de 2018) se lanzaría el disco Procésalo todo (en vivo) el cual es un registro de lanzamiento del lanzamiento del disco en 2004. El 14 de julio se realizó el show celebrando el aniversario 14 del ya mencionado "Procesalo todo" en donde participó Aneres, ex bajista de la banda.
El 12 de agosto de 2018 la banda decide lanzar un nuevo concepto de shows infantiles en vivo llamado "Sinergia Kids Game" estrenándolo en la sala SCD Plaza Egaña y posteriormente en el festival Lollapalooza Chile 2018, esta serie de shows derivaron en el lanzamiento de un nuevo disco de estudio el 29 de julio de 2019 con re-versiones y remixes de los temas de la banda llamado al igual que los shows Sinergia Kids Game.
El 14 de marzo de 2020 se realizaría el último show en vivo de la banda hasta la fecha debido a la pandemia del coronavirus, gracias a esto durante abril y mayo lanzarían diversas reversiones con temática de pandemia de canciones de su repertorio las cuales posteriormente fueron juntadas en un EP lanzado el 17 de julio llamado Sinergia en Casa.
El 7 de agosto de 2020 la banda se uniría junto al cantautor El Monteaguilino para lanzar una re-versión de su tema "Caballito de Metal" para Sinergia Kids, la unión junto al Monteagulino continuó hasta septiembre en donde en conjunto se realizó "La Gran Ramada de Sinergia y El Monteaguilino en donde participaron diversos artistas folclóricos y además se estrenaron videos adelantando el disco 25 Años (En vivo Teatro Caupolicán) que se lanzó en plataformas digitales el 18 de septiembre de 2020.
El 14 de diciembre de 2023 fue lanzado "Chicos Cuicos", cover de "Glamour Boys" de Living Colour.
En 2024, Publicaron una versión en vinilo de su disco "Grandes Éxitos del Metal Pájaro", celebrado a la banda en sus 32 años de trayectoria, A las semanas publicaron un sencillo llamado "Alienigenas", que es el primer sencillo de su nuevo disco, cuyo nombre y fecha de lanzamiento aún son desconocidos.
A fines de abril de 2025, la banda fue llamada para abrir el tercer concierto de la banda de metal norteamericana System of A Down en Chile, en el Parque Estadio Nacional.

## Integrantes

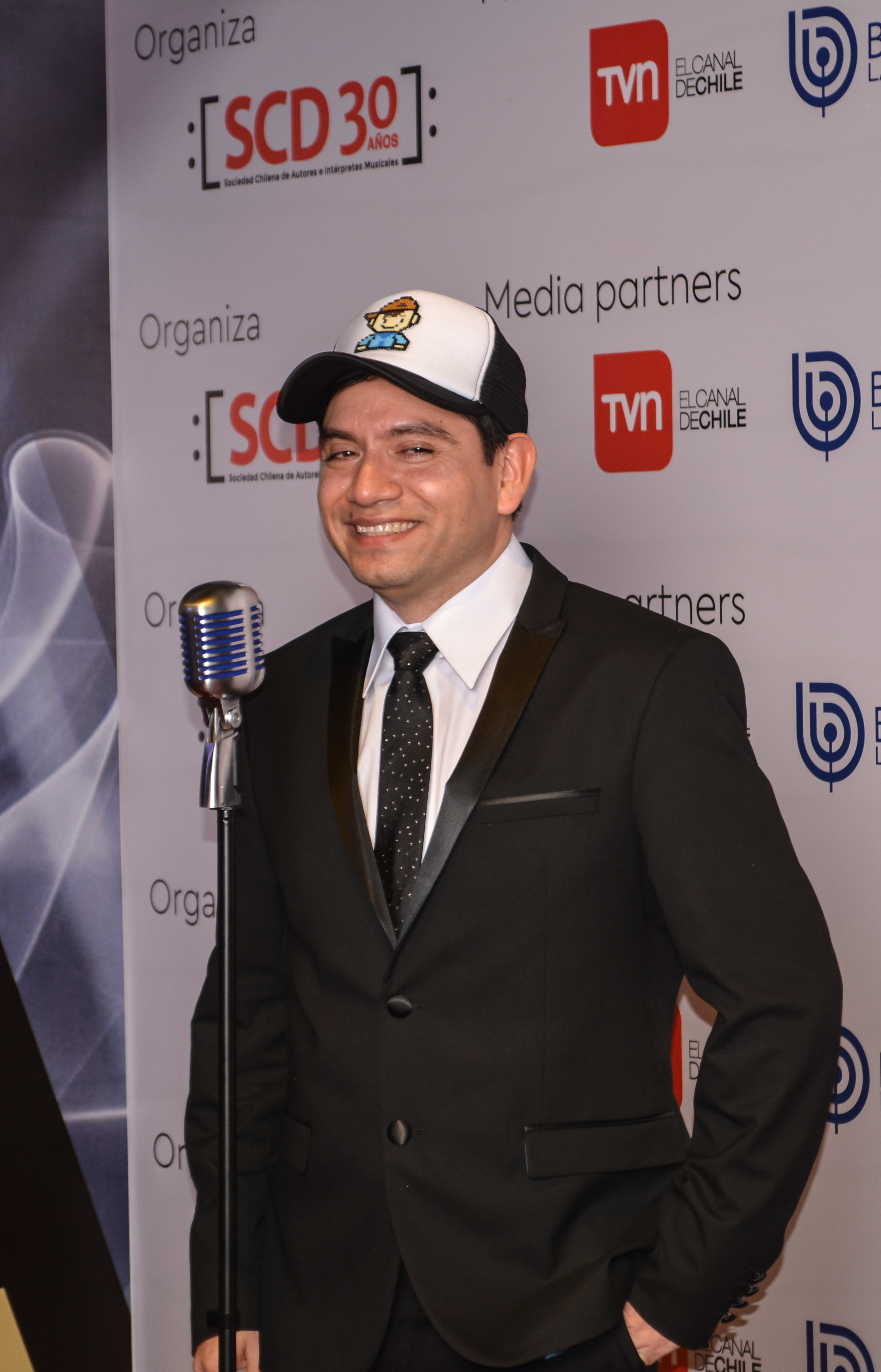
Don Rorro en 2017

- Rodrigo Osorio: (Santiago de Chile, 28 de julio de 1971) es un cantante chileno, líder de la banda, donde ocupa el seudónimo de Don Rorro. Dentro de sus influencias se pueden mencionar Primus, Faith No More, Los Jaivas, Mauricio Redolés, Los Prisioneros. Tiene un hijo llamado Tomás Osorio, quien hizo coros en el disco de Sinergia, "Delirio".[2]
- Pedro López Figueroa, "Pedrale": (31 de marzo de 1972) es el guitarrista de la banda. Dentro de sus influencias se pueden mencionar variadas bandas, tales como Faith No More, Rage Against The Machine, Led Zeppelin, Metallica, RHCP, Pantera, Stone Temple Pilots, Mr. Bungle, Radiohead, Blur, Van Halen, Mötley Crüe, Jimi Hendrix, Nino Bravo, Lucybell y Café Tacuba. Fue el productor general del último disco de estudio de Sinergia, "Delirio";[3] también hace coros de forma ocasional pero esta tarea la ha ido llevando en aumento con el pasar del tiempo.
- Bruno Godoy "Brunanza":(14 de abril de 1974) (batería). Posee una técnica y una entrega que lo identifica plenamente como un "personaje" destacado dentro de la escena musical chilena. Inspirado en diversas bandas y músicos a lo largo de su vida, hoy ocupa un lugar inamovible en la banda Sinergia. Es uno de los principales coristas de la banda.
- Paul Eberhard, "DJ Panoramix": (Tornamesa y samples).
- Jaime García Silva: (2 de noviembre de 1973), más conocido como "Humitas con tomate", es el actual tecladista del grupo. Tiene influencias de Michael Jackson, Faith No More, Dj Vadim, Dj Krush, Devo, The Beatles, Cypress Hill y Mike Laure. Junto con "Brunanza" y antiguamente "Aneres", es uno de los principales coristas de la banda.
- Pedro Ariel González, “Arielarko”: Hermano de Aneres, es quien asumió el rol de nuevo bajista tras la salida de Aneres. Al igual que "Pedrales" su contribución en los coros ha ido en aumento.
- Alexis González, "Aneres": (20 de febrero de 1973), fue el bajista de la banda. Su habilidad con el bajo fue una de las cosas que le dio distinción a Sinergia sobre las otras bandas de público masivo en Chile, ya que utilizaba libremente la técnica del slap para realizar los riffs de las canciones. Dentro de sus influencias se encuentran The Beatles, Primus, Faith No More, Pantera, 311 y Level 42.[4] Era el corista principal hasta su salida de la banda en el año 2009. Actualmente ejerce como músico de gira de la banda, ocasionalmente reemplazando a Pedrales en guitarras, como también a su hermano Ariel en el bajo.

Ex-Integrantes
- Francisco Sánchez, "Polo": (11 de noviembre de 2002), fue baterista temporal de la banda. Fue el miembro más joven del conjunto, entregando modernidad y su toque personal al grupo, entregando también su experiencia a tan corta edad en grupos como "Los Inusuales" y "La Conchoreza", su participación en Sinergia fue debido a una lesión del baterista "Brunaza", luego de la lesión de este, dejó de tocar y retomó sus proyectos personales.

## Discografía

### Álbumes de estudio
- Apoyando la demencia (Demo) (1998)
- Sinergia (2001)
- Procésalo todo (2004)
- Delirio (2007)
- El imperio de la estupidez (2009)
- Aquí nadie debería ser pobre (2012)
- La hora de la verdad (2017)
- Sinergia Kids Game (2019)

### Álbumes recopilatorios
- 22 Éxitos Pajarones (2014)
- Grandes Éxitos del metal pajaro (2022)
- Grandes Éxitos del metal pajaro (2024) (Se diferencia de la versión de 2022, debido a que se reducen las canciones de 24 a tan solo 14, para su lanzamiento en Vinilo)

### Álbumes en vivo
- En vivo desde Colombia (2015)
- Procésalo todo (en vivo) (2018)
- 25 Años (En vivo Teatro Caupolicán) (2017)

### EP
- Canciones de cuando éramos colegiales (2005)
- Vamos con todo (2010)
- Sinergia desde Casa (2020)

### Sencillos
| Año  | Canción                                                                               | Máxima posición | Máxima posición  | Álbum                                 |
| Año  | Canción                                                                               | Chile Top 100   | MTV Latin Top 10 | Álbum                                 |
| ---- | ------------------------------------------------------------------------------------- | --------------- | ---------------- | ------------------------------------- |
| 2002 | "Mujer robusta"                                                                       | 17              | 1                | Sinergia                              |
| 2002 | "Concurso"                                                                            | 43              | —                | Sinergia                              |
| 2003 | "Chilerobot"                                                                          | 20              | 10               | Sinergia                              |
| 2003 | "Amor alternativo"                                                                    | —               | 7                | Sinergia                              |
| 2004 | "Mi señora"                                                                           | 5               | —                | Procésalo todo                        |
| 2005 | "Todos me deben plata"                                                                | 79              | —                | Procésalo todo                        |
| 2006 | "Síndrome Camboya"                                                                    | —               | 1                | Canciones de cuando éramos colegiales |
| 2006 | "Calibraciones"                                                                       | —               | —                | Canciones de cuando éramos colegiales |
| 2007 | "Te enojái' por todo"                                                                 | 2               | 9                | Delirio                               |
| 2007 | "Jefe"                                                                                | 9               | —                | Delirio                               |
| 2008 | "Niños araña"                                                                         | 6               | —                | Delirio                               |
| 2008 | "Yo opino" (Cover a 31 minutos)                                                       | —               | —                | Yo nunca vi televisión                |
| 2009 | "Hágalo bien"                                                                         | 10              | 5                | El imperio de la estupidez            |
| 2009 | "No sé en que gastar mi dinero"                                                       | 78              | —                | El imperio de la estupidez            |
| 2009 | "Me gusta, me gusta"                                                                  | 47              | 9                | El imperio de la estupidez            |
| 2010 | "Yo creí que quería conmigo"                                                          | 70              | 9                | El imperio de la estupidez            |
| 2011 | "Mucho amor"                                                                          | —               | —                | Vamos con todo                        |
| 2011 | "El modesto"                                                                          | 91              | —                | Vamos con todo                        |
| 2012 | "Toy chato"                                                                           | 97              | —                | Aquí nadie debería ser pobre          |
| 2012 | "Día del sexo"                                                                        | —               | —                | Aquí nadie debería ser pobre          |
| 2013 | "Eslabón"                                                                             | —               | —                | Aquí nadie debería ser pobre          |
| 2014 | "Yo soy así"                                                                          | —               | —                | 22 éxitos pajarones                   |
| 2015 | "Todo esta caro"                                                                      | —               | —                | Single                                |
| 2016 | "Vacilón Pajarón: Pícara / Que Te Mate el Tren / Cariñito / Agua Que No Has de Beber" | —               | —                | Sencillo                              |
| 2017 | "Abejas"                                                                              | —               | —                | La hora de la verdad                  |
| 2017 | "Lo vamos a pasar bacán"                                                              | —               | —                | La hora de la verdad                  |
| 2018 | "Amores de gamers"                                                                    | —               | —                | La hora de la verdad                  |
| 2018 | "Puré de Papas"                                                                       | —               | —                | Sencillo                              |
| 2019 | "Adiós Chimuelo"                                                                      | —               | —                | Sinergia Kids Game                    |
| 2020 | "Caballito de Metal"                                                                  | —               | —                | Sencillo                              |
| 2020 | "Navidad Bacán"                                                                       | —               | —                | Sencillo                              |
| 2021 | "Rebelión del Rock"                                                                   | —               | —                | Single                                |
| 2023 | "Hola Don Pepito"                                                                     | —               | —                | Sencillo                              |
| 2023 | "Chicos Cuicos"                                                                       | —               | —                | Sencillo                              |
| 2024 | "A tu Ritmo, Elige Vivir Sano"                                                        | —               | —                | Sencillo                              |
| 2024 | "El Auto de Papá"                                                                     | —               | —                | Sencillo                              |
| 2024 | "Alienigenas"                                                                         | —               | —                | Disco aún Desconocido.                |
| 2024 | "Ni que estuviera loco"                                                               | —               | —                | Disco aún Desconocido.                |

## Videografía

### Videoclips oficiales
- "Mujer robusta" (junio de 2002) Dirección: Eduardo Bertrán/Nicolás López
- "Concurso" (octubre de 2002) Dirección:Eduardo Bertrán/Nicolás López
- "Chilerobot" (marzo de 2003) Dirección: Eduardo Bertrán/Nicolás López
- "Amor alternativo" (septiembre de 2003) Dirección: Eduardo Bertrán
- "Todos me deben plata" (febrero de 2005) Dirección: Eduardo Bertrán
- "Síndrome camboya" (febrero de 2006)
- "Te enojai por todo" (enero de 2007) Dirección: Nerco
- "Jefe" (junio de 2007) Dirección: Eduardo Bertrán
- "Niños araña" (febrero de 2008) Dirección: Eduardo Bertrán
- "Hágalo bien" (mayo de 2009) Dirección: Eduardo Bertrán
- "No Sé En Qué Gastar Mi Dinero" (noviembre de 2009) Dirección: Eduardo Bertrán
- "Me gusta me gusta" (diciembre de 2009) Dirección: Eduardo Bertrán
- "Yo Creí Que Quería Conmigo" (2010) Dirección: Eduardo Bertrán
- "Mucho Amor" (2011) Dirección: Eduardo Bertrán
- "El Modesto" (2011) Dirección: Eduardo Bertrán
- "Dia Del Sexo" (noviembre de 2012)
- "Eslabón" (septiembre de 2013) Dirección: Pablo Toro Fuenzalida
- "Yo mojo la Camiseta" (noviembre de 2017) Dirección: Jorge Fernández
- "Amores de Gamers" (mayo de 2018) Dirección: Rodrigo Osorio
- "Caballito de Metal" (agosto de 2020) Dirección: Américo Retamal
- "Navidad Bacán" (Diciembre de 2020) Dirección: Américo Retamal
- "Hola don pepito" (Julio 2023) Dirección: Nicolás Quintana

### DVD en vivo
- Imperdible (2008)

### Documentales
- "Yo Soy Así" (2009) Dirección: Eduardo Bertrán
- "La Historia De Sinergia En Rock Al Parque" (2016) Dirección: Piero Medone

## Giras musicales
- Escuelas de Rock en la ruta (1998)
- Escuelas de Rock a la vista (1999)
- Chile Pajarón (2001)
- Sinergia Tour (2002-2003)
- La Gira Procesada (2004-2005)
- El Largo Tour Universitario (2005)
- Verano Caliente (2006)
- Gira la cabeza (2006)
- Tour del delirio (2007-2008)
- La gira de la estupidez (2009-2010)
- Vamos con Todo Tour (2010)
- 18 años / Aquí nadie debería ser pobre (2012-2013)
- Eslabón Tour (2014)
- Pijama Party Tour (2018)
- Multiverso (2024)

## Premios
- El Copihue de Oro (Mejor Banda) (2013)
- Festival de Viña del Mar 2008:
  - Antorcha de Plata
  - Antorcha de Oro
  - Gaviota de Plata
- Premio Altazor 2008 (banda de Rock)
- Premio Altazor 2010 (Mejor banda de Rock)
- Premio Altazor 2012 (Mejor banda de Rock)